# Delphine Noels
Delphine Noels est une réalisatrice belge.

## Filmographie

### Courts métrages
- 2005 : Une clé pour deux
- 2007 : Ni oui ni non

### Long métrage
- 2014 : Post partum